# Здеслав
Здеслав (на хърватски: Zdeslav) е хърватски княз, управлявал Приморска Хърватия от 878 до началото на май 879 г., представител на династията Търпимировичи.
След смъртта на баща му Търпимир I през 864 г. вероятно Здеслав за кратко сяда на престола, но властта в Хърватия е завзета от Домагой и Здеслав заедно с братята си Петър и Мунцимир намира спасение в Константинопол. Домагой управлява до 876 г., когато на хърватския трон сяда негов син, чието име не е запазено. В по-късната Хроника на Дандоло на Андреа Дандоло, записана през 14 век, неговото име е посочено като Илко или Иляйко, но се предполага, че се дължи на неправилен превод на латински. През 878 г. обаче Здеслав успява да си върне полагащия му се бащин трон с помощта на войски на византийския император Василий I.
През 879 г. папа Йоан VIII изпраща писмо до Здеслав, когото нарича „любимия син Здеслав, славния господар на Склавина“ (Dilecto filio Sedesclavo, glorioso comiti Sclavorum), в което го моли за въоръжен ескорт за папския пратеник, който по същото време трябвало да премине Хърватия на път за България, управлявана от Борис I.
В началото на месец май същата 879 г. Здеслав е убит в околностите на Книн при въстание водено от Бранимир, роднина на Домагой, който заема престола след неговата смърт.